# Lista över Storbritanniens miljöministrar
Detta är en lista över Storbritanniens miljöministrar (Secretaries of State for the Environment). Posten fanns mellan 1972 och 1997. Den ersattas av posten miljö-, transport- och regionsminister.
| Namn              | Från             | Till             | Parti                |
| ----------------- | ---------------- | ---------------- | -------------------- |
| Peter Walker      | 15 oktober 1970  | 5 november 1972  |                      |
| Geoffrey Rippon   | 5 november 1972  | 4 mars 1974      |                      |
| Anthony Crosland  | 5 mars 1974      | 8 april 1976     | Labourpartiet        |
| Peter Shore       | 8 april 1976     | 4 maj 1979       | Labourpartiet        |
| Michael Heseltine | 5 maj 1979       | 6 januari 1983   | Konservativa partiet |
| Tom King          | 6 januari 1983   | 11 juni 1983     | Konservativa partiet |
| Patrick Jenkin    | 11 juni 1983     | 2 september 1985 | Konservativa partiet |
| Kenneth Baker     | 2 september 1985 | 21 maj 1986      | Konservativa partiet |
| Nicholas Ridley   | 21 maj 1986      | 24 juli 1989     | Konservativa partiet |
| Chris Patten      | 24 juli 989      | 28 november 1990 | Konservativa partiet |
| Michael Heseltine | 28 november 1990 | 11 april 1992    | Konservativa partiet |
| Michael Howard    | 11 april 1992    | 27 maj 1993      | Konservativa partiet |
| John Gummer       | 27 maj 1993      | 2 maj 1997       | Konservativa partiet |